# Central (departement)
Central is een departement in Paraguay. Sinds 2 juli 1993 is Areguá de hoofdstad van het departement, tot die tijd werd het bestuurd vanuit Asunción. Het departement heeft een oppervlakte van 2.465 km² en 2.221.180 inwoners (2012); voor 2016 is de prognose 2.028.700 inwoners.

## Bestuurlijke indeling
Het departement is verdeeld in negentien districten.
| Nr. | District                | Inwoners | Oppervlakte |
| --- | ----------------------- | -------- | ----------- |
| 1   | Areguá                  | 70.298   | 114 km²     |
| 2   | Capiatá                 | 236.999  | 88 km²      |
| 3   | Fernando de la Mora     | 110.255  | 20 km²      |
| 4   | Guarambaré              | 27.695   | 30 km²      |
| 5   | Itá                     | 69.049   | 182 km²     |
| 6   | Itauguá                 | 93.213   | 126 km²     |
| 7   | Julián Augusto Saldívar | 60.162   | 32 km²      |
| 8   | Lambaré                 | 127.150  | 27 km²      |
| 9   | Limpio                  | 139.652  | 110 km²     |
| 10  | Luque                   | 259.705  | 152 km²     |
| 11  | Mariano Roque Alonso    | 85.133   | 40 km²      |
| 12  | Ñemby                   | 116.383  | 29 km²      |
| 13  | Nueva Italia            | 9.941    | 386 km²     |
| 14  | San Antonio             | 57.843   | 23 km²      |
| 15  | San Lorenzo             | 225.395  | 56 km²      |
| 16  | Villa Elisa             | 71.383   | 18 km²      |
| 17  | Villeta                 | 35.941   | 868 km²     |
| 18  | Ypacaraí                | 21.030   | 111 km²     |
| 19  | Ypané                   | 66.700   | 53 km²      |

| Detailkaart |
| ----------- |
|             |
| Districten  |